# Rajzos csiga
A rajzos csiga (Theodoxus danubialis), egy Magyarországon is őshonos vízicsiga faj, amely hazánk területén számos helyen található meg és nagyobb folyóinkban is elterjedt (Pl.: Duna, Dráva).

## Jellemzői
Házának kerülete 3, magassága 5-7, szélessége pedig 9-15 milliméter. A rajzos csiga úgy menekül meg a vízáramlás sodrásától, hogy talpán található héjfedőjével rákapaszkodik kisebb-nagyobb sziklákra, kövekre, majd a vízáramlás változásával elengedi s máshol keres kapaszkodót. Mivel vízicsiga, s a vízben elnyelt oxigénnel lélegzik nem okoz gondot a vízben maradnia. Házára sok esetben fajtársainak petéi kerülnek, mert a rajzos csiga így szaporodik.
A rajzos csiga igen érzékeny a vízszennyezésre, ennek következtében számos korábbi élőhelyen csökken az egyedszáma.

## Lásd még
- Csigák
- Kopoltyús csigák

## Külső hivatkozás
- Kép a rajzos csigáról. (Hozzáférés: 2011. május 26.)[halott link]